# خوشنویسی نپالی
خوشنویسی نپالی هنر خوشنویسی زبان نپالی است. این گونه خوشنویسی تاثیر زیادی بر مهایانه و وجره‌یانه (هر دو شاخه‌هایی از بوداگرایی) داشته‌است. خط نوشتاری رانجانا فرم اصلی این خوشنویسی را تشکیل می‌دهد. این خط و مشتقات آن (مانند لانتسا، پاگپا و کوتیلا) را در نپال، تبت، بوتان، له، مغولستان، برخی از مناطق چین، ژاپن و کره برای نوشتن «Om mane pame om» و دیگر متون آیینی بوداگرایی بکار می‌برند.

## پیشینه
قدیمی‌ترین خوشنویسی یافت شده در نپال و به خط برهمنی بر ستون آشوکای لومبینی حکاکی شده‌است. این نوشته متعلق ۲۵۴ پیش از میلاد است. از نمونه‌های دیگر می توان به کتیبه چانگونارایان اشاره کرد که متعلق به ۴۶۴ پس از میلاد است. نوشته رانجانا نیز از بهترین نمونه‌های خوشنویسی نپالی است که با خط رانجانا نوشته شده‌اند و تاریخ آن به قرن یازدهم میلادی برمی‌گردد. در قصری که در ناگارجون در مرکز نپال وجود دارد نیز خوشنویسی نپالی و نقاشی برای تزیینات داخلی بکار رفته‌است.